# Terremoti in Italia nell'antichità e nel Medioevo
La seguente lista contiene la cronologia dei principali terremoti avvenuti nella regione geografica italiana nell'antichità e nel Medioevo.

## Antichità
| Data                                       | Luogo                              | Mappa | Potenza         | Area interessata e Descrizione | Vittime  | Dettagli                                                     |
| ------------------------------------------ | ---------------------------------- | ----- | --------------- | --- | -------- | ------------------------------------------------------------ |
| 436 a.C.                                   | Italia centrale                    |       | -               | Lungo periodo sismico di circa un anno, con crolli e danni | -        | dettagli Archiviato il 1º dicembre 2017 in Internet Archive. |
| IV‑III secolo a.C.                         | Selinunte                          |       | -               | Crollo di edifici e templi | -        | http://storing.ingv.it/cfti4med/quakes/42852.html            |
| giugno 217 a.C.                            | Etruria                            |       | 6,5             | 57 scosse localizzate tra Roma e il lago Trasimeno | -        | http://storing.ingv.it/cfti4med/quakes/50008.html            |
| 174 a.C.                                   | Sabina                             |       | -               | Crollo di molti edifici | -        | dettagli Archiviato il 1º dicembre 2017 in Internet Archive. |
| 100 a.C.                                   | Picenum, Marche                    |       | VIII‑X Mercalli | Crollo di abitazioni, ma alcuni edifici rimasero in bilico in maniera prodigiosa | -        | http://storing.ingv.it/cfti4med/quakes/50017.html            |
| 99 a.C.                                    | Norcia, Umbria                     |       | -               | Crollo di un tempio a Norcia. Le lance di Marte della "Regia" a Roma oscillarono in modo prodigioso, a cui seguì una cerimonia sacrificale | -        | dettagli Archiviato il 7 novembre 2016 in Internet Archive.  |
| 91 a.C.                                    | Modena‑Reggio Emilia               |       | -               | Scontro di due montagne dell'appennino modenese‑reggiano | -        | dettagli                                                     |
| 91 a.C.                                    | Reggio Calabria (?)                |       | -               | Sisma descritto da Strabone, ma è probabile che si sia sbagliato, riferendosi al terremoto di Modena‑Reggio Emilia | -        | dettagli Archiviato il 1º dicembre 2017 in Internet Archive. |
| 87 a.C.                                    | Apulia                             |       | -               | Frequenti scosse con "muggiti", percepite fino a Roma | -        | dettagli Archiviato il 1º dicembre 2017 in Internet Archive. |
| 76 a.C.                                    | Rieti, Lazio                       |       | -               | Lesione di diversi templi di Rieti e dintorni, inondazione del fiume Velino | -        | http://storing.ingv.it/cfti4med/quakes/50024.html            |
| 72 a.C.                                    | Roma                               |       | -               | Lesione di molte case | -        | http://storing.ingv.it/cfti4med/quakes/50025.html            |
| 63 a.C.                                    | Spoleto                            |       | -               | Crolli e caduta di fulmini | -        | http://storing.ingv.it/cfti4med/quakes/50026.html            |
| aprile 56 a.C.                             | Potentia                           |       | -               | Distruzione della colonia romana di Potentia nel Picenum (3 km a sud di Porto Recanati) | -        | dettagli Archiviato il 1º dicembre 2017 in Internet Archive. |
| 2 a.C.                                     | Napoli                             |       | -               | Danni e un incendio | -        | dettagli Archiviato il 1º dicembre 2017 in Internet Archive. |
| 16 marzo 13                                | Capri                              |       | -               | Crollo della torre del faro | -        | dettagli Archiviato il 1º dicembre 2017 in Internet Archive. |
| 17                                         | Calabria e Sicilia                 |       | -               | Colpite le città di Reggio e Messina | -        | dettagli Archiviato il 1º dicembre 2017 in Internet Archive. |
| 51                                         | Roma                               |       | -               | Crolli e vittime causate dal panico | sì       | dettagli Archiviato il 1º dicembre 2017 in Internet Archive. |
| 5 febbraio 62                              | Stabiae                            |       | -               | Danneggiate le città romane di Pompei ed Ercolano e diversi monumenti di Neapolis (Napoli) fra cui il teatro romano | -        | dettagli                                                     |
| 68                                         | Teate (Chieti)                     |       | -               | - | -        | -                                                            |
| 9 giugno 68                                | Roma                               |       | -               | - | -        | dettagli Archiviato il 1º dicembre 2017 in Internet Archive. |
| 24 agosto 79                               | Area vesuviana                     |       | -               | Terremoto causato dall'eruzione catastrofica del Vesuvio che seppellirà le città di Pompei, Ercolano e Stabiae | Migliaia | dettagli                                                     |
| 99                                         | Circello, Benevento                |       | IX‑X Mercalli   | [ 1 ] | -        | http://storing.ingv.it/cfti4med/quakes/50045.html            |
| 101                                        | San Valentino in Abruzzo Citeriore |       | -               | crollo di edifici | -        | http://storing.ingv.it/cfti4med/quakes/50046.html            |
| 324                                        | Massafra, Puglia                   |       | -               | Crollo di varie cripte e massi | -        | -                                                            |
| 346                                        | Sannio                             |       | IX Mercalli     | Distruzione di diverse città | -        | dettagli Archiviato il 1º dicembre 2017 in Internet Archive. |
| 361                                        | Sicilia e Calabria                 |       | X Mercalli      | Rinvenimenti archeologici testimoniano che un disastroso terremoto seguito da un maremoto devasta le città di Messina e Reggio Calabria, causando la scomparsa di numerosi centri abitati minori e una drastica diminuzione della popolazione della Sicilia nord‑orientale e della Calabria meridionale. Colpita anche la città di Tindari. A Reggio dopo questo terremoto vengono ricostruite le terme pubbliche e restaurato il vicino palazzo del tribunale | Migliaia | http://storing.ingv.it/cfti4med/quakes/50056.html            |
| 21 luglio 369                              | Benevento                          |       | -               | Andarono distrutti la maggior parte di edifici importanti dell'epoca e morirono la metà degli abitanti della città | Migliaia | dettagli                                                     |
| 375 (Secondo alcune fonti avvenne nel 365) | Benevento                          |       | IX Mercalli     | [ 1 ] | -        | dettagli                                                     |

## Medioevo
| Data                                                                           | Luogo                                | Potenza                                                   | Area interessata e Descrizione | Vittime          | Dettagli                                                     | Mappa |
| ------------------------------------------------------------------------------ | ------------------------------------ | --------------------------------------------------------- | --- | ---------------- | ------------------------------------------------------------ | ----- |
| 442 o 443                                                                      | Roma                                 | -                                                         | La città fu colpita da un terremoto che fece crollare statue e i «portici nuovi», forse da identificare con le due parti del portico del Teatro di Pompeo. A questo terremoto è stata inoltre attribuita la responsabilità di un crollo nella navata maggiore della Basilica di San Paolo fuori le mura. Danneggiati anche il Colosseo e l'Anfiteatro romano                                                                                          | -                | -                                                            | -     |
| 476                                                                            | Roma                                 | -                                                         | Distrutta parzialmente. Pare che le scosse durarono per 40 giorni | -                | -                                                            | -     |
| 484 o 508                                                                      | Roma                                 | -                                                         | Crolli al Colosseo: questo terremoto ha avuto origine nella Marsica presso la zona del Lago Fucino. Qui un movimento di carattere distensivo ha dato origine a un fortissimo terremoto di magnitudo alta (6,5-7 Mw). Il sisma si è risentito in tutto il centro Italia, ma i danni maggiori si sono concentrati nella Marsica. | -                | http://storing.ingv.it/cfti4med/quakes/50064.html            | -     |
| 584                                                                            | Liguria                              | -                                                         | Provocò frane e la scomparsa di interi villaggi | -                | -                                                            | -     |
| 650                                                                            | Sicilia nord-orientale e messinese   | -                                                         | - | -                | -                                                            | -     |
| 678                                                                            | Arezzo e Toscana (?)                 | -                                                         | Il terremoto avrebbe 'rovinato' molte città e distrutto gran parte di Arezzo | -                | -                                                            | -     |
| 701                                                                            | Selinunte                            | -                                                         | - | -                | dettagli Archiviato il 1º dicembre 2017 in Internet Archive. | -     |
| 725                                                                            | Classe (Ravenna)                     | -                                                         | crollo della Basilica petriana e chiesa di San Martino in Cielo Aureo | -                | dettagli                                                     | -     |
| 778                                                                            | Treviso                              | -                                                         | crollo di case e chiese | 48               | http://storing.ingv.it/cfti4med/quakes/50072.html            | -     |
| 29 aprile 801                                                                  | Spoleto, Perugia                     | -                                                         | Rovinoso terremoto con molti danni. A Roma la chiesa di San Paolo apostolo fu scossa dal terremoto e i suoi tetti crollarono. Anche la chiesa di Santa Petronilla potrebbe essere caduta per effetto di questo sisma. Non si hanno certezze se i danni a Roma furono causati dallo stesso terremoto con epicentro in Umbria o da un evento differente                                                                                                 | -                | dettagli Archiviato il 24 luglio 2017 in Internet Archive.   | -     |
| 847 (alcune fonti citerebbero anche una replica avvenuta nell'anno successivo) | Sannio                               | -                                                         | Gravi danni a Isernia, San Vincenzo al Volturno, Ariano, Benevento e Montecassino; risentito anche a Roma, ove contribuì a destabilizzare il settore meridionale del Colosseo (destinato poi a crollare nelle epoche successive) | -                | dettagli                                                     | -     |
| 849                                                                            | Roma                                 | -                                                         | Causò probabilmente la caduta dell'Obelisco di Montecitorio | -                | -                                                            | -     |
| 31 agosto 853                                                                  | Messina                              | IX-X Mercalli                                             | Grande terremoto | -                | dettagli Archiviato il 1º dicembre 2017 in Internet Archive. | -     |
| 951                                                                            | Rossano (CS)                         | -                                                         | Gravi danni | no               | dettagli Archiviato il 1º dicembre 2017 in Internet Archive. | -     |
| 25 ottobre 989 (oppure 990)                                                    | Benevento e Irpinia                  | -                                                         | Distrutti interi villaggi e numerosi morti | -                |                                                              |       |
| 1004                                                                           | Padova                               | -                                                         | Rilevati numerosi danni alla città | -                |                                                              | -     |
| 1005                                                                           | Valle di Comino                      | VII-VIII Mercalli                                         | - | -                | -                                                            | -     |
| 9 novembre 1046                                                                | Valle dell'Adige                     | -                                                         | Un terremoto di rilevante intensità distrusse una vasta area compresa tra Salorno e la chiusa di Ceraino; rasi al suolo trenta castelli, con numerose vittime | -                | dettagli                                                     | -     |
| settembre 1087 (1088 secondo alcune fonti)                                     | Puglia e Basilicata                  | -                                                         | - | -                | -                                                            | -     |
| aprile 1104                                                                    | Liguria                              | -                                                         | Rovine e vittime | -                | -                                                            | -     |
| 3 gennaio 1117                                                                 | Ronco all'Adige                      | 6,4 Richter VII Mercalli                                  | Con epicentro nella zona di Verona funestò gran parte del nord-Italia, comprese le città di Milano, Bergamo, Brescia, Venezia, Padova, Treviso, Modena, Pavia, Parma, Cremona | 30.000           | dettagli                                                     | -     |
| 11 ottobre 1125                                                                | Benevento, Irpinia/Sannio            | VIII Mercalli                                             | Le scosse durarono per 20 giorni | -                |                                                              | -     |
| 1137                                                                           | Catania                              | -                                                         | - | Oltre 15.000     | -                                                            | -     |
| 22 gennaio 1138                                                                | Benevento                            | -                                                         | - | -                | -                                                            |       |
| 4 febbraio 1169                                                                | Sicilia orientale                    | 6,6 Richter X Mercalli                                    | Terremoto e maremoto devastano la Sicilia orientale, danneggiando in modo grave principalmente le città di Catania, Modica, Lentini e Piazza Armerina. Siracusa viene interessata soprattutto dagli effetti del maremoto. Il terremoto provoca danni anche nel Messinese: crollano la chiesa dei Santi Pietro e Paolo d'Agrò e la vicina abazia basiliana, saranno riedificati nel 1172                                                               | 20.000           | dettagli                                                     |       |
| 25 dicembre 1222                                                               | Brescia                              | -                                                         | Distruzione di innumerevoli edifici e numerosi morti. Avvertito fino in Emilia | -                | dettagli                                                     | -     |
| 30 aprile 1279                                                                 | Appennino umbro-marchigiano          | 6,5 Richter IX Mercalli                                   | Più colpite Cagli, Fabriano, Nocera Umbra, Foligno. Il sisma provocò gravi danni | -                | dettagli                                                     | -     |
| 1º maggio 1279                                                                 | Appennino tosco-romagnolo            | 5,9 Richter VIII-IX Mercalli                              | Il terremoto avvenne poche ore dopo quello umbro-marchigiano, provocando gravi danni e numerosi morti nell'area dell'appennino tosco-emiliano | -                | dettagli                                                     | -     |
| 4 settembre 1293                                                               | Sannio, Napoli                       | 5,8 Richter VIII-IX Mercalli                              | A Napoli viene gravemente danneggiata la chiesa di Santa Maria Donnaregina | -                | dettagli                                                     | -     |
| 1º dicembre 1298                                                               | Monti Reatini                        | 6,3 Richter X Mercalli                                    | Numerosi morti e diversi centri abitati rasi al suolo, tra cui Vetranola e Poggio Bustone. Numerosi crolli a Rieti e Spoleto. Avvertito fino a Verona. Papa Bonifacio VIII fu testimone del terremoto perché si trovava a Rieti. | ?                | dettagli                                                     | -     |
| 3 dicembre 1315                                                                | L'Aquila                             | 5,6 Richter IX Mercalli                                   | Fu preceduta da un lieve sciame sismico iniziato il 1º febbraio dello stesso anno. La scossa più forte avvenne il 3 dicembre; non provocò morti, ma molti edifici della città dell'Aquila risultarono danneggiati o inagibili, come la chiesa di San Francesco; le scosse di assestamento durarono 4 settimane. La popolazione visse all'aperto, in tettoie di fortuna, fino al 1316                                                                  | -                | dettagli                                                     | -     |
| 4 dicembre 1328                                                                | Norcia                               | 6,4 Richter X Mercalli                                    | Numerosi i morti | 2000-5000        | dettagli                                                     | -     |
| 25 novembre 1343                                                               | Golfo di Napoli                      | -                                                         | Un maremoto distrugge numerose navi e porti a Napoli e lungo la costiera amalfitana, inclusa la stessa Amalfi. | -                | dettagli                                                     | -     |
| 25 gennaio 1348                                                                | Carinzia, a nord del Friuli          | 6,7 Richter                                               | Il forte terremoto devasta le zone. Seguirono scosse di assestamento fino al 5 marzo | 10.000           | dettagli                                                     |       |
| 9 settembre 1349                                                               | Appennino centro-meridionale         | 6,8 Richter X Mercalli                                    | Epicentro tra Molise, Lazio meridionale e Abruzzo. Distruzione di numerosissimi centri abitati, abbazie, infrastrutture varie. Ingenti danni a Roma, con il collasso dell'esterno lato sud del Colosseo costruito su un terreno alluvionale meno stabile. A Napoli crolla la facciata della cattedrale. Non è chiaro se si sia trattato di un terremoto unico o di una sequenza di eventi.                                                            | molte migliaia   | dettagli                                                     |       |
| 25 dicembre e notte tra il 31 dicembre 1352 e il 1º gennaio 1353               | Sansepolcro, al confine con l'Umbria | Due scosse di 5,6 Richter VIII Mercalli e 5,8 IX Mercalli | Dopo la prima scossa del 25 a Sansepolcro parte degli edifici e delle mura crollarono, causando alcune vittime; danni anche a Città di Castello. La notte tra il 31 dicembre 1352 e il 1º gennaio 1353 la scossa più forte (5,8) causò ulteriori crolli e morti. Avvertite fino a Bologna | Molti            | dettagli Archiviato l'11 ottobre 2016 in Internet Archive.   | -     |
| 17 luglio 1361                                                                 | Ascoli di Puglia                     | 6,0 Richter                                               | Effetti devastanti su Tavoliere e Valle dell'Ofanto | Qualche migliaio | dettagli                                                     |       |
| 25 luglio 1365                                                                 | Bologna                              | VII-VIII Mercalli                                         | Danni a edifici pubblici e religiosi ed alcuni morti | -                | -                                                            | -     |
| Notte tra il 1º e il 2 febbraio 1369                                           | Alessandria                          | 4,9 Richter VII-VIII Mercalli                             | Crollo di numerosi edifici. | ?                | -                                                            | -     |
| 18 ottobre 1389                                                                | Val Nerina                           | 6,1 Richter VIII-IX Mercalli                              | Alcuni crolli e danni | -                | dettagli                                                     | -     |
| 3 aprile 1398                                                                  | L'Aquila                             | -                                                         | Danneggiamenti alle costruzioni | -                | -                                                            | -     |
| 1414                                                                           | Vieste                               | 5,8 Richter VIII-IX Mercalli                              | Gravi danni a Vieste | -                | dettagli                                                     | -     |
| 2 febbraio 1438                                                                | Lazio, Colli Albani, Roma            | 5,4 Richter VII-VIII Mercalli                             | Non si hanno molte notizie su questo sisma, ma fu probabilmente il secondo terremoto più forte prodotto dal vulcano dei Colli Albani. Il 2 febbraio 1438 alle 12:15 GMT (la settima ora del giorno) un terremoto definito "spaventoso" colpì tutte le località dei Colli Albani e parte di Roma | -                | dettagli                                                     | -     |
| 28 settembre 1453                                                              | Firenze                              | 5,3 Richter VII-VIII Mercalli                             | Scossa avvenuta alle 22:45 che provocò danni a edifici, con crolli nell'area a est della città | -                | dettagli                                                     | -     |
| 5 dicembre 1456                                                                | Regno di Napoli                      | 7,1 Richter XI Mercalli                                   | Con epicentro nella zona di Benevento, si tratta probabilmente del terremoto più forte dell'ultimo millennio che abbia interessato il Centro-Sud peninsulare. Si verificò anche un maremoto nel golfo di Taranto. Le scosse si susseguirono distruttrici il 15 e il 17 dicembre e lo sciame sismico fu avvertito dalla popolazione sino al 27 dello stesso mese.                                                                                      | 30.000           | dettagli                                                     |       |
| 26 aprile 1458                                                                 | Umbria e Marche                      | 5,8 Richter VIII-IX Mercalli                              | Ci furono alcuni morti | -                | dettagli                                                     | -     |
| 26 novembre 1461                                                               | L'Aquila                             | 6,4 Richter X Mercalli                                    | La scossa principale provocò molti danni e crolli a L'Aquila; letteralmente distrutte furono le vicine Onna, Poggio Picenze, San Pio delle Camere e Sant'Eusanio Forconese. Il terremoto dovette essere poco profondo visto che colpì un'area ristretta attorno a L'Aquila: l'unico danno rilevante al di fuori dell'immediato aquilano fu il crollo della chiesa di San Francesco della Scarpa a Sulmona, che comunque era già gravemente lesionata. | 150              | dettagli                                                     | -     |
| 15 gennaio 1466                                                                | Irpinia meridionale                  | 6,1 Mᵉ VIII-IX Mercalli                                   | Principato Ultra, Principato Citra, Basilicata | varie centinaia  | dettagli                                                     | -     |
| 7 maggio 1473                                                                  | Milano e Pavia                       | -                                                         | - | -                | -                                                            | -     |
| 1494                                                                           | Messina                              | -                                                         | - | -                | -                                                            | -     |